# François-Isidore de Ricard
Pour les articles homonymes, voir Ricard.
François-Isidore de Ricard, né le 23 mai 1779 à Aimargues et mort le 28 mai 1849 à Paris, est un homme politique français.
Il est notamment député du Gard et pair de France.

## Biographie
Fils de Catherine Julie Ginhoux de Saint-Vincent et Louis-Étienne Ricard, monarchistes fervents, il épouse en 1808 Marie-Joséphine Pellapra. Il est anobli avec son frère Maxime le 25 novembre 1815. Il devient magistrat à la Restauration et accède à la fonction d'avocat général à la cour de Montpellier. Il est élu député du Gard, par le collège de l'arrondissement électoral de Nîmes, en 1822. Il est réélu en 1824; ainsi qu'en 1827 au niveau départemental, et enfin en 1830. Il soutient d'abord le ministère du Comte de Villèle, mais glisse peu à peu dans l'opposition : il vote contre plusieurs lois importantes et signe l'Adresse des 221. Il se rallie finalement à la monarchie de Juillet et au roi Louis-Philippe.
Entretemps, il est nommé conseiller à la Cour de cassation en 1828 et pair de France en 1835. Il se fait peu remarquer à la Chambre haute et prend sa retraite en 1847, peu avant la chute du régime.
Il fait aussi partie de l'Académie de Nîmes.
Il vit principalement au mas de Bord, à Aimargues, dont il est conseiller municipal de 1805 à 1807.

## Distinction
- Chevalier (1814), Officier (1841) puis Grand-Officier de la Légion d'honneur

## Publications
- Éloge historique de Louis-Étienne de Ricard, ancien magistrat et député de Nismes aux États-Généraux de 1789, 1815
- Opinion de M. de Ricard sur les contributions indirectes, 1824
- Mémoire sur l'intérêt de l'argent chez les Romains, date inconnue